# Шпинель, Иосиф Аронович
Ио́сиф Аро́нович Шпи́нель (7 октября 1892, Белая Церковь, Киевская губерния — 2 июля 1980, Москва) — советский художник, художник кино, педагог. Заслуженный деятель искусств РСФСР (1940), лауреат Сталинской премии второй степени (1951).

## Биография
Родился в семье бедной еврейской семье, в Белой Церкви Киевской губернии (ныне Киевской области Украины); отец был учителем. В 1914 году окончил архитектурное отделение Киевского художественного училища, в 1927 году — полиграфический факультет ВХУТЕМАСа, где его наставником был Владимир Фаворский. С 1921 года работал в театре, с 1927 года — в кино, когда был приглашён на Одесскую киностудию ВУФКУ. В 1928 году начал преподавать в Одесском кинотехникуме, а затем в Киевском  киноинституте.
С 1933 года работал на студии «Москинокомбинат» («Мосфильм» — с 1935 года). Является одним из основателей художественного факультета ВГИКа, где преподавал c 1940 года. В годы войны находился в эвакуации в Алма-Ате, где продолжил преподавание и работу над фильмами, в частности над «Иваном Грозным». Шпинель воспитал целую плеяду учеников, в числе которых Ю. А. Екельчик, Л. А. Шенгелия и  Б. Маневич-Каплан. С 1965 года — профессор.
Для творчества Шпинеля характерно стремление к монументальным образам. Его декорации выразительны, лаконичны. Художник стремился к обобщённости, эмоциональной выразительности обстановки действия
За годы в кино сотрудничал со многими выдающимися режиссёрами А. П. Довженко, С. М. Эйзенштейном, М. И. Роммом, Г. Л. Рошалем, Ю. Я. Райзманом и С. И. Юткевичем.
…художник Шпинель, соавтор всех моих кинолент с 1928 года, рассказывал, восторгаясь и радуясь, о своей совместной работе с Эйзенштейном. Он вспоминал уже осуществлённого «Александра Невского» и показывал новые наброски эскизов к «Ивану». Иосиф Шпинель — человек маленького роста и огромной души, профессор ВГИКа, учитель сотен художников — был переполнен Эйзенштейном до краёв.— Григорий Рошаль, «Эйзенштейн в воспоминаниях современников» 1974
Словно отблеск мрачной и бурной эпохи лежит на всей атмосфере действия фильма Эйзенштейна «Иван Грозный» — на тяжёлых  сводах и дворцовых галереях, на освещённых тревожным пламенем свечей соборных фресках. Работа Шпинеля в этом фильме помогает ощутить время со всеми его противоречиями, усиливает трагическую напряжённость драматургических конфликтов.— Тамара Тарасова-Красина, «Иосиф Шпинель: Путь художника» 1979
Умер 2 июля 1980 года в Москве. Урна с прахом захоронена в колумбарии Донского кладбища.

## Избранная фильмография
- 1928 — Ночной извозчик
- 1928 — Сквозь слёзы
- 1929 — Арсенал
- 1930 — Гость из Мекки / Дорога огня
- 1930 — Пять невест
- 1930 — Человек из местечка
- 1931 — Жизнь в руках
- 1932 — Иван
- 1932 — Кондуит
- 1934 — Пышка
- 1934 — Петербургская ночь
- 1936 — Зори Парижа
- 1937 — Гаврош
- 1938 — Александр Невский
- 1938 — Семья Оппенгейм
- 1941 — Первопечатник Иван Фёдоров
- 1942 — Машенька
- 1945—1946 — Иван Грозный
- 1948 — Повесть о настоящем человеке
- 1950 — Заговор обречённых
- 1951 — Большой концерт
- 1953 — Великий воин Албании Скандербег
- 1955 — Вольница
- 1955 — Дорога
- 1957 — Сёстры
- 1958 — Восемнадцатый год
- 1959 — Судьба поэта
- 1959 — Хмурое утро
- 1961 — Суд сумасшедших
- 1963 — Аппассионата
- 1965 — Год, как жизнь

## Книжная графика
В 1920-х годах Шпинель проиллюстрировал несколько книг, где использовался модернистский графический дизайн: 

Для иллюстрации идей Гастева Иосиф Шпинель создал серию эскизов в супрематическом и конструктивистском стилях, которые подчёркивали этот подход к «воспитанию тела как рабочей машины».<…> Его иллюстрации к «Юности, вперёд!» передают образ тела, сведённого к ряду основных геометрических форм — кругов, треугольников, прямоугольников; тела, лишённого симметрии и естественности и напоминающего манекен с конечностями, подвешенными на шарообразных шарнирах, и частями тела, свободно отделяющимися одна от другой.<…> В «Молодёжи, вперед!» анатомия человеческой руки сменяется анатомией топора, поскольку и то, и другое — часть единого целого: нового социалистического рабочего класса.
— Алексей Голубев, 2021 (перевод с английского)

## Награды и премии
- орден «Знак Почёта» (14 апреля 1944)[15]
- заслуженный деятель искусств РСФСР (1940)[10]
- Сталинская премия второй степени (1951) — за фильм «Заговор обречённых» (1950)[10]